# Fengkou
Fengkou (kinesiska: 峰口, 峰口镇) är en köpinghuvudort i Kina. Den ligger i provinsen Hubei, i den centrala delen av landet, omkring 110 kilometer sydväst om provinshuvudstaden Wuhan. Antalet invånare är 79 078. Befolkningen består av 37 030 kvinnor och 42 048 män. Barn under 15 år utgör 14,0 %, vuxna 15-64 år 74 %, och äldre över 65 år 10,0 %.
Runt Fengkou är det tätbefolkat, med 356 invånare per kvadratkilometer. Fengkou är det största samhället i trakten. Trakten runt Fengkou består till största delen av jordbruksmark.
Genomsnittlig årsnederbörd är 1 462 millimeter. Den regnigaste månaden är maj, med i genomsnitt 197 mm nederbörd, och den torraste är december, med 25 mm nederbörd.